# Gendowang
Gendowang is een bestuurslaag in het regentschap Pemalang van de provincie Midden-Java, Indonesië. Gendowang telt 6328 inwoners (volkstelling 2010).